# Herning Gymnasium
Herning Gymnasium blev grundlagt i 1923, og har mere end 1000 elever. Gymnasiet ligger på H.P. Hansensvej 8 i Herning, og er kommunens eneste almene gymnasium (STX). Gymnasiet fik i 2014 en tilbygning, der skulle gøre bygningen meget mere åben og lys.
Herning Gymnasium har en stor kunstsamling, bl.a. hænger Nadia Plesners værk Darfurnica i skolens festsal.

## Rektorer
- 1923-1932 V. S. Lauritsen
- 1932-1959 C. L. Christensen
- 1959-1986 E. Dreyer Jørgensen
- 1986-1988 Ove Østergaard
- 1988-2020 Søren Brøndum
- 2020- Momme Mailund

## Kendte studenter
- 1944: Knud Friis, arkitekt
- 1976: Kristine Jensen, arkitekt
- 1985: Jesper Bæhrenz, radio- og TV-vært
- 1988: Claus Elming, amerikansk fodboldspiller og TV-vært
- 1991: Jacob Tingleff, stand-up komiker
- 1991: Lars Skjærbæk, musiker
- 1991: Marcus Winther-John, musiker
- 1991: Lisbeth Kjærulff, operasanger og skuespiller
- 1993: Troels Skjærbæk, musiker
- 1993: Peter Lodahl, operasanger
- 1994: Michael Reiter, journalist og korrespondent i Tyskland
- 1994: Svend Brinkmann, professor, forfatter og radioværk
- 2000: Thomas Bredahl, musiker
- 2005: Thomas Skov Gaardsvig, journalist og forfatter
- 2019: Emma Friis, håndboldspiller
- 2021: Emma Færge, professionel fodboldspiller
- 2021: Sofie Steffensen Bach (Sofie1998), sanger